# Inpainting

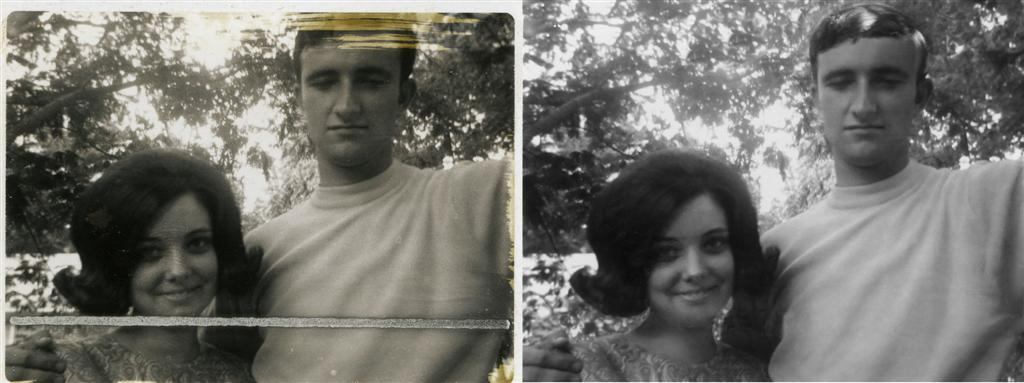
Restauration d'une photographie ancienne détériorée.

L'inpainting est le nom donné à la technique de reconstruction d'images détériorées ou de remplissage des parties manquantes d'une image. 
Elle peut être pratiquée de manière manuelle, avec des techniques similaires à celles de la restauration  d'anciens tableaux ou de photographies (retouche ou réintégration colorée), ou bien avec un ordinateur, avec ou sans interaction de l'utilisateur. 

## Applications
Les applications sont multiples : retrait d'occultations, retouche d'image, trucage photographique, photomontage, effets spéciaux, réalisation de panoramas, vidéo, vision par ordinateur…
| |  |  |
| Ici retrait de la statue (le trou correspond à la zone grise de l'image de gauche) avec la fonction de remplissage du logiciel Adobe Photoshop. |  |  |

## Notions
- Le « trou » correspond à la zone à compléter.
- Un patch est un carré de X×X pixels.
- Un offset correspond au vecteur (distance) entre deux patch identiques.

## Méthodes
Il existe deux grandes catégories de méthodes d'inpainting numérique :
- les « diffusion-based » qui utilisent des équations aux dérivées partielles (EDP)[2] ;
- les « exemplar-based » qui résolvent des problèmes de graphes[3] ou de correspondance de patchs[4].

### Diffusion-based

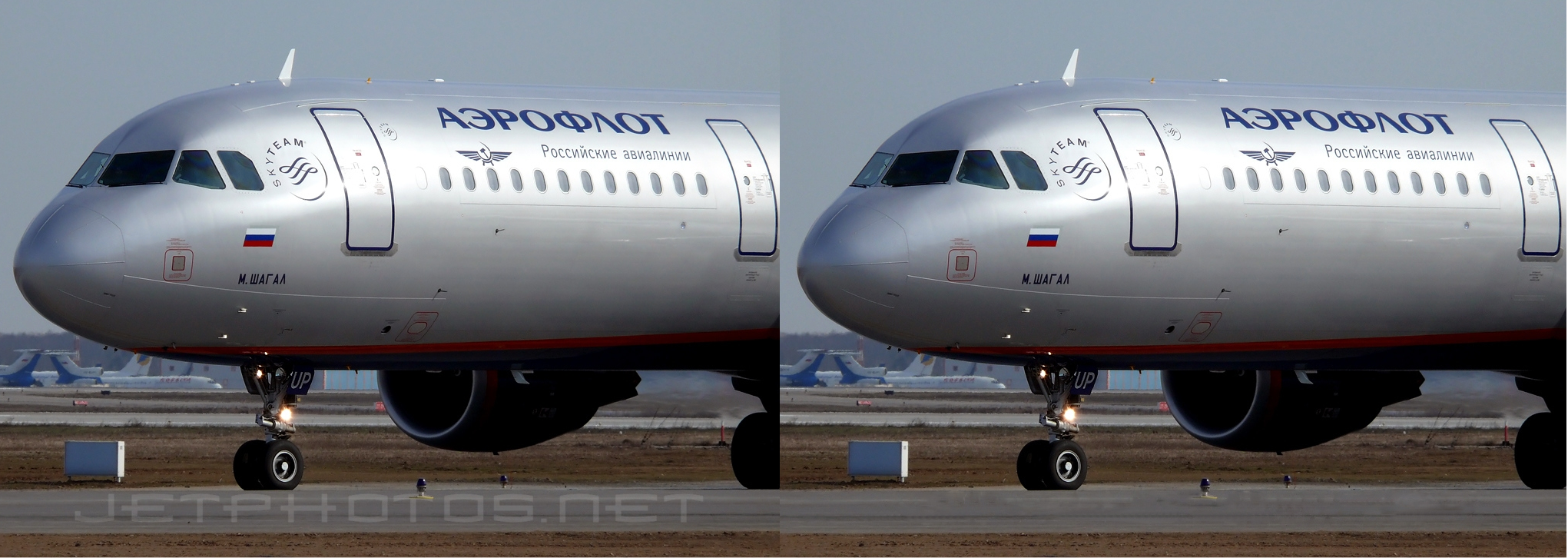
Retrait d'un tatouage numérique.

Cette méthode qui utilise des EDP, est particulièrement adaptée pour remplir de petites zones ou retirer des inclusions minimes (comme du tatouage numérique), tout en préservant la qualité du résultat et la rapidité. Le but étant de passer des techniques manuelles d'inpainting à une formule mathématique générale :
Avec :
- {\displaystyle I^{n}(i,j)} : l'image en entrée
- {\displaystyle (i,j)} : les coordonnées des pixels.
- {\displaystyle \Delta t} : le taux de remplissage.
- {\displaystyle I_{t}^{n}(i,j)} : l'actualisation de l'image.
- {\displaystyle \Omega } : la zone à compléter (c'est-à-dire le trou).

#### Méthode patch-match

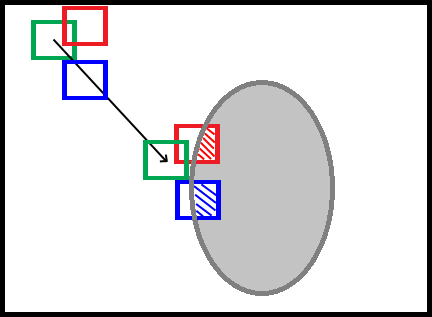
Principe de patch-match : les voisins les plus proches d'un patch connu (ici le vert) seront les voisins (rouge et bleu) les plus proches de ce même patch situé à la frontière du trou (zone grise).

## Vois aussi